# David Bonior
David Edward Bonior est un homme politique américain né le 6 juin 1945 à Détroit (Michigan). Membre du Parti démocrate, il est élu du Michigan à la Chambre des représentants des États-Unis de 1977 à 2003.

## Biographie

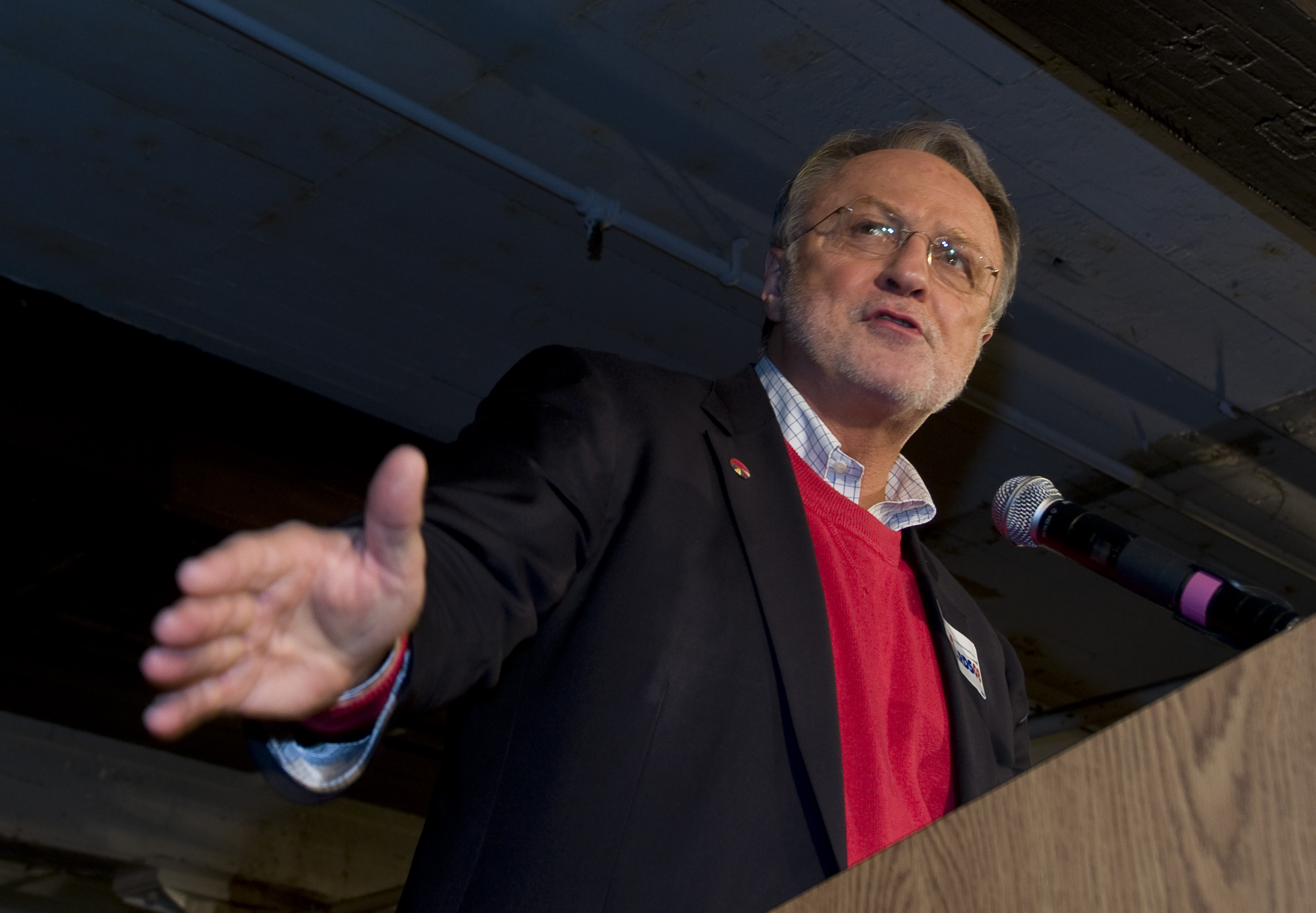
Bonior en campagne pour John Edwards en 2008.

David Bonior est diplômé de l'université de l'Iowa en 1967 puis obtient un master du Chapman College (en) en 1972, après avoir servi plusieurs années dans l'armée de l'air américaine. Il siège à la Chambre des représentants du Michigan à partir de 1973.
Il est élu à la Chambre des représentants des États-Unis en 1976, dans une circonscription ouvrière du comté de Macomb. Bonior est le whip du groupe démocrate à la Chambre de 1991 à 2002. Durant son mandat, il s'engage en faveur d'une hausse du salaire minimum et s'oppose à l'ALENA. Il est connu pour s'attaquer souvent à Newt Gingrich, contre lequel il dépose de nombreuses plaintes pour violation des règles d'éthiques
En 2002, à la suite d'un redécoupage des circonscriptions, le district de Bonior devient encore plus favorable aux républicains. Le démocrate se présente au poste de gouverneur du Michigan. Il n'arrive qu'en deuxième position de la primaire démocrate avec 28 % des voix, entre la future gouverneure Jennifer Granholm (48 %) et l'ancien gouverneur James Blanchard (24 %). 
Après le Congrès, il devient professeur à l'université de Wayne State et prend la présidence de l'association American Rights at Work, qui défend les syndicats. En 2008, il dirige la campagne présidentielle de John Edwards puis apporte son soutien à Barack Obama.
Bonior fait par la suite fortune en travaillant pour des fonds de pension, lui permettant d'ouvrir deux restaurants à Washington (Zest Bistro et Agua 301) au début des années 2010.